# Sonia Seymour Mikich

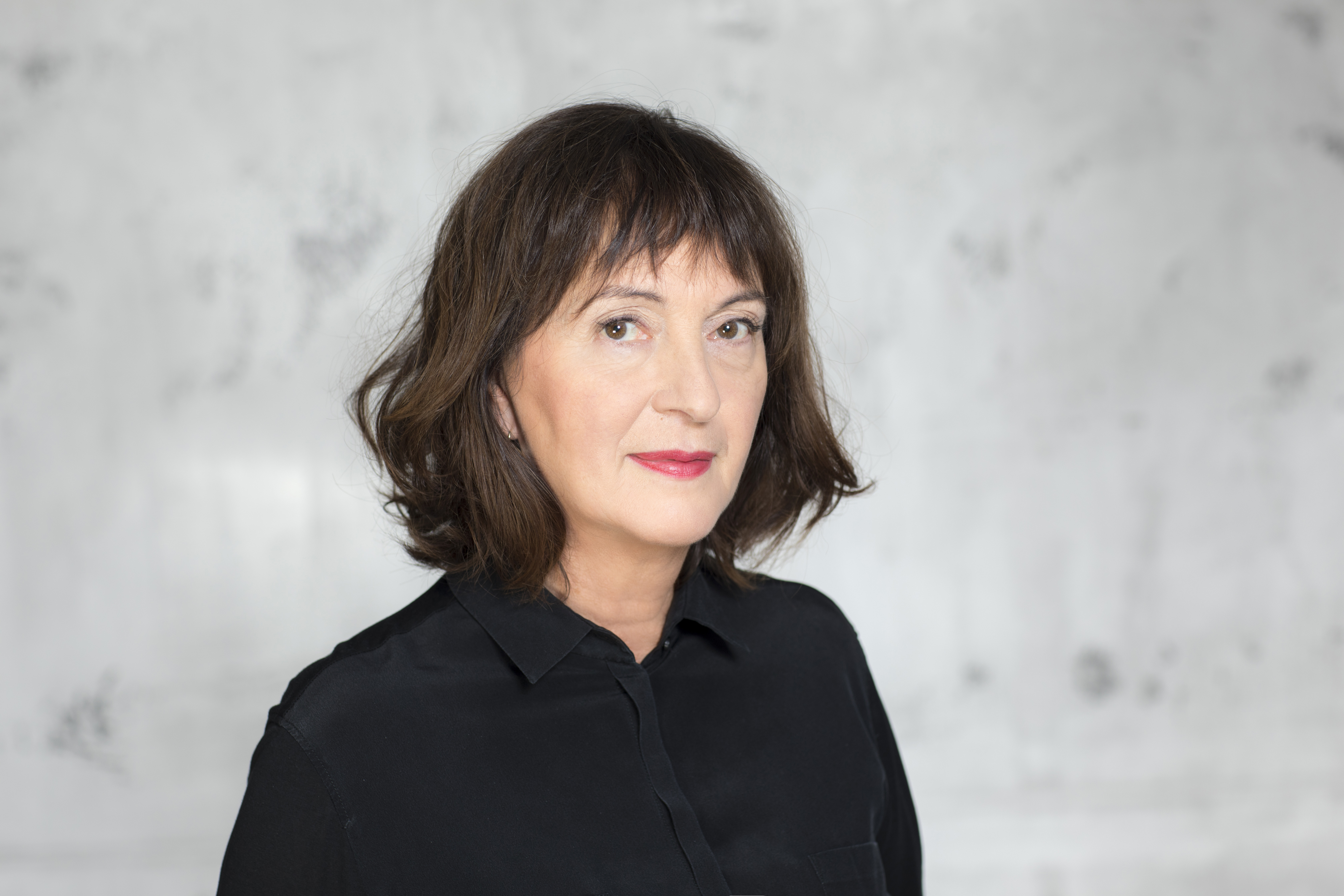
Sonia Seymour Mikich (2017)

Sonia Seymour Mikich (* 13. Juli 1951 in Oxford, Vereinigtes Königreich) ist eine deutsche Journalistin, Fernsehmoderatorin und ehemalige Chefredakteurin des Westdeutschen Rundfunks (WDR). Von 2002 bis 2012 war sie Moderatorin des Politmagazins Monitor.

## Leben und Karriere
Als Tochter eines nach dem Zweiten Weltkrieg nach England ausgewanderten Jugoslawen (serbisch: Mikić) und einer Deutschen wurde Sonia Seymour Mikich in Oxford geboren und wuchs die ersten zehn Lebensjahre in London auf. Nach der Trennung ihrer Eltern kam sie in die Heimat ihrer Mutter nach Herne. Nach ihren eigenen Worten wuchs sie als Tochter einer Alleinerziehenden „in sogenannten unordentlichen Verhältnissen auf, wenig Geld, viele Umzüge“.
Von 1970 bis 1972 volontierte sie bei der Aachener Volkszeitung und studierte im Anschluss Politologie, Soziologie und Philosophie an der RWTH Aachen mit Magisterabschluss (Februar 1979). Von 1979 bis 1981 war sie wissenschaftliche Mitarbeiterin der Arnold-Gehlen-Forschungsgruppe am Institut für Soziologie an der RWTH Aachen. In dieser Zeit arbeitete sie bereits als freie Journalistin für Zeitschriften, Tageszeitungen und Aufsatzsammlungen. Von Anfang der 1980er bis in die 1990er Jahre veröffentlichte sie Artikel in der feministischen Zeitschrift Emma.
Von 1982 bis 1984 volontierte sie beim Westdeutschen Rundfunk (WDR). Im Anschluss daran arbeitete sie als Redakteurin, Moderatorin und Reporterin in der „Programmgruppe Ausland Fernsehen“ des WDR. In Moskau arbeitete Mikich von 1992 an als Korrespondentin und zeichnete sich durch Berichte aus Kriegs- und Konfliktgebieten aus (vgl. Russlandberichterstattung in Deutschland). 1996 wurde sie – als erste Frau – Leiterin des dortigen ARD-Studios. Von April 1998 bis Dezember 2002 leitete sie das ARD-Studio in Paris. Mikich machte den Kosovo-Krieg und die Regionen Frankreichs zum Schwerpunkt ihrer Berichterstattung. Ab Januar 2002 war sie Redaktionsleiterin von Monitor.
Ab Oktober 2011 war  Mikich Leiterin der „Programmgruppe Inland“ des WDR und damit verantwortlich für die Sendungen Monitor, die story, Menschen hautnah und Dokumentationen für die ARD. Im Februar 2014 beschloss der WDR-Verwaltungsrat die Ernennung von Sonia Mikich zur „Chefredakteurin Fernsehen“ als Nachfolgerin von Jörg Schönenborn. Sie trat das Amt am 1. Mai 2014 an.
Als Kommentatorin war sie regelmäßig bei den ARD-Tagesthemen zu Gast und moderierte u. a. den Presseclub. Am 17. November 2016 führte sie zusammen mit Spiegel-Chefredakteur Klaus Brinkbäumer das einzige TV-Interview mit US-Präsident Barack Obama auf seiner letzten Deutschlandreise.
Mikich beklagte die zunehmende „Entpolitisierung“ des Journalismus, die Tendenz, dass die Analyse immer weniger eine Rolle spiele, sowie einen „pseudo-authentischen Subjektivismus“, der die persönliche Betroffenheit des Berichterstatters herausstelle. Ellen Ehni trat im September 2018 die Nachfolge Mikichs als Chefredakteurin Fernsehen des WDR an.
Seit November 2018 moderiert Mikich am Schauspielhaus Bochum die gesellschaftspolitische Diskussionsreihe Ausreden – zuhören!. Fünfmal pro Spielzeit debattieren unter Mikichs Leitung Experten aus Wissenschaft, Wirtschaft, Kultur, Politik und Philosophie aktuelle gesellschaftspolitische Themen. In der Spielzeit 2018/2019 stand die Reihe unter dem Titel „Heimat und Identität“; in der Spielzeit 2019/2020 war das Leitthema „70 Jahre Grundgesetz – was ist mir das wert?“.
2022 veröffentlichte sie unter dem Titel Aufs Ganze. Die Geschichte einer Tochter aus scheckigem Haus ihre Autobiografie.

## Kritik
Im Dezember 2017 kommentierte Mikich eine Fotomontage mit dem frisch ernannten österreichischen Bundeskanzler Sebastian Kurz mit dem Twitter-Konto der Tagesthemen, das gemäß dem ARD-Konzept wöchentlich einer anderen Person der Senderlandschaft überlassen wird:  „Warum sieht der da vorne wie ein Pimpf aus?“ Der Beitrag bewirkte einen „kleinen Shitstorm“ auf Twitter und in der österreichischen Presse, wobei u. a. die Beleidigung des österreichischen Bundeskanzlers durch die Chefredakteurin eines gebührenfinanzierten Senders über das Twitter-Konto einer Nachrichtensendung kritisiert wurde. Einige Stunden später twitterte Mikich, es tue ihr leid, wenn durch ihre „Ironie“ jemand beleidigt worden sei: „Kein Nazi-Vergleich gemeint. Gleichzeitig verzeihe ich auch alle Beleidigungen gegen eigene Person, Journalismus, Merkel, Tagesthemen, die ich gelesen habe.“

## Auszeichnungen
- 1996: Telestar als Beste Reporterin Dokumentation/Nachrichten für Mascha, 15, hat viele Kerle und Leonid, 16, ein Maschinengewehr
- Bundesverdienstkreuz am Bande (8. Oktober 1998),[14] für ihre Arbeit als ARD-Korrespondentin in Russland
- 2001: Deutscher Kritikerpreis für Auslandsberichterstattung aus Tschetschenien, Afghanistan und anderen Krisengebieten sowie für ihre Zeit als Leiterin des ARD-Studios Moskau
- 2007: Marler Fernsehpreis für Menschenrechte für den Monitor-Beitrag Warum wollen deutsche Behörden eine Iranerin in den Tod abschieben? und 2006 für Der Tod in der Zelle – Warum starb Oury Jalloh? (die story).
- 2012 „Presse-Ente“ für hervorragende journalistische Arbeit (vergeben vom Bezirksverein Aachener Presse im Deutschen Journalisten-Verband)
- 2012: Politik-Journalistin des Jahres 2012 (medium magazin)
- 2018: „Lebenswerk“ (Branchenzeitschrift medium magazin)

## Veröffentlichungen
- (Hrsg.): Simone de Beauvoir: Der Wille zum Glück. Lesebuch. Rowohlt, Reinbek 1986, ISBN 3-498-00510-3.
- Planet Moskau. Geschichten aus dem neuen Rußland. Kiepenheuer & Witsch, Köln 1998, ISBN 3-462-02707-7; dtv, München 2000, ISBN 3-423-36179-4.
- (in Zusammenarbeit mit Jan Schmitt und Ursel Sieber) Enteignet. Bertelsmann, München 2013, ISBN 978-3-570-10159-9.
- Warum uns der Medizinbetrieb krank macht. btb, München 2014, ISBN 978-3-442-74870-9.
- Aufs Ganze. Die Geschichte einer Tochter aus scheckigem Haus. Kiepenheuer & Witsch, Köln 2022, ISBN 978-3-462-00243-0.

## Filmographie
- Mordsliebe Moskau. WDR 3, 1993
- Brudermord – Putsch 93. ARD, 1993
- Davonfliegen wie Ikarus – Aussteiger im neuen Rußland. WDR, 1993
- Mascha, 15, hat viele Kerle... Jugend in Rußland. WDR, 1995
- Der Gotteskrieger und die Kellerfrauen. ARD, 1995
- Das Duell – Jelzin gegen Sjuganow. ARD, 1996
- Mein Moskau. WDR, 1996
- Die Krönung – Portrait Boris Jelzin zur Wiederwahl. ARD, 1996
- Zar Boris und die Brandstifter – Tschetschenienkrieg und die Ursachen. ARD, 1996
- Brotlos, aber hochgerüstet – Armee in der Krise. NDR, 1997
- Polarkreis 3. Klasse. WDR, 1997
- Moskau Neon, Moskau Samt – Abschied. ARD, 1997
- Gralssucher und Troubadoure – Pyrenäenreise. ARD, 1998
- Die Sängerin – Korsikareise. ARD, 1999
- Sturm und Licht, Bretagnereise. ARD, 2000
- Spur des Kondor, Peru-Reise. ARD, 2000
- Bretagne-Reise. WDR, 2000
- Korsika-Reise. WDR, 2000
- Flug in den Tod – Concorde-Absturz. ARD, 2000
- Provence auf Nebenwegen. ARD, 2001
- Provence: blau-weiß-roter Traum. ARD, 2001